# 黒澤止幾

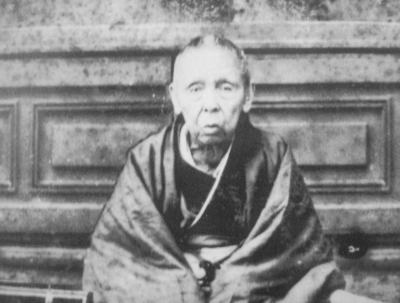
黒澤止幾

黒沢 とき（くろさわ とき、文化3年12月21日（1807年1月29日） - 明治23年（1890年）5月8日）は、日本初の女性小学校教師。常陸国茨城郡錫高野村（桂村を経て現・茨城県東茨城郡城里町）出身。名は止幾・登幾・止幾子(ときこ)とも。号は李恭。

## 人物概要
若い時代から寺子屋で物書きを子供たちに教えるなどしていたが、26歳のときに夫と死別。以降は苦学を続けながら、実家へ戻り生活していた。1858年、世に言う安政の大獄事件が発生する。郷里の殿様であった徳川斉昭を始めとする尊皇攘夷派が弾圧されたことを機に、斉昭の無実を訴えに京へと上り、お上への献上歌を公家に手渡したものの、弾圧されていた水戸家とつながりがあると疑われ、厳しい尋問を受けた。その結果、常陸国や江戸への立ち入りを禁止されたために、故郷に近い今の栃木県茂木へと住むことにした。その後錫高野村へと戻った止幾は、村長から小学校の教師をしてくれと依頼され、1873年、正式に日本初の小学校女性教師となった。
1890年、85歳で死去。1907年に従五位が追贈された。